# Hermanas de la Santísima Trinidad (Roma)
El Instituto Hermanas de la Santísima Trinidad (oficialmente en italiano: Istituto delle Suore della Santissima Trinità), más conocido como Trinitarias de Roma o incluso como Trinitarias de la Madonna del Riposo, es una congregación religiosa fundada por Teresa de la Santísima Trinidad en 1762, con el fin de educar a niños y jóvenes de bajos recursos económicos. Se inspiran en la regla de san Juan de Mata, bajo la rama de los trinitarios descalzos. Las religiosas de este instituto posponen a sus nombres las siglas: S.T.

## Historia

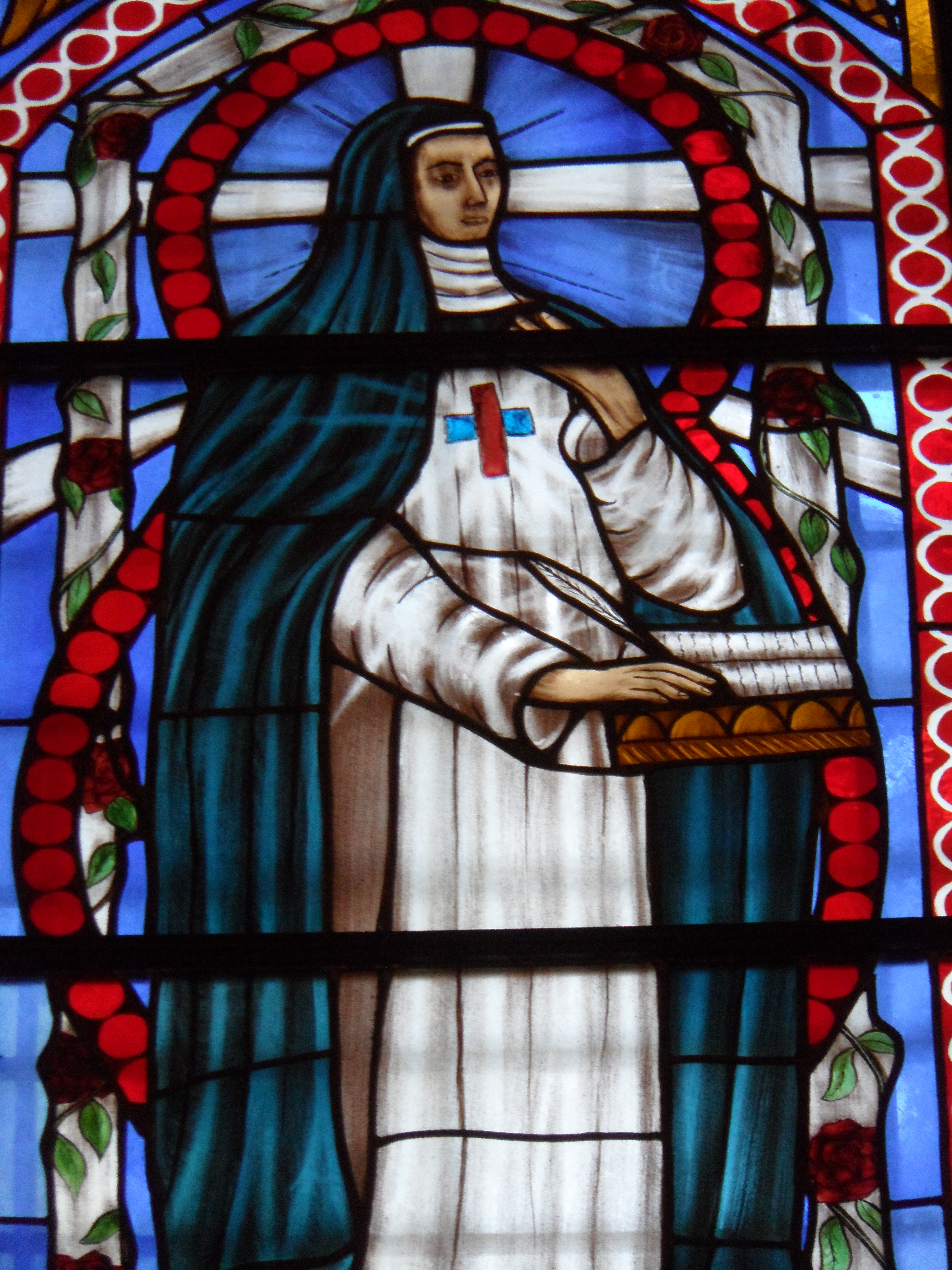
Teresa de la Santísima Trinidad (1734-1801), fundadora de las Trinitarias de Roma. Vitral de la Iglesia de Santo Tomás in Formis en Roma.

### Inicios
Luego de algunos años de formación en la Tercera Orden Trinitaria, María Teresa Cucchiari propuso a los trinitarios de reformar la Regla monacal de las trinitarias descalzas, para adaptarlas a la vida apostólica, y dedicarse a la educación de la juventud femenina. Los religiosos trinitarios del convento de San Carlino alle Quattro Fontane, de Roma, se hicieron cargo de dirigir la nueva fundación.
El 8 de septiembre de 1762 con la aprobación del papa Clemente XIII y del Ministro General de la Orden, el procurador general de los trinitarios Félix de Jesús y María, vistió el hábito religioso a Cucchiari y sus primeras compañeras Mariana Rizzotti y Abba Reina. A partir de entonces María Teresa sería conocida como madre Teresa de la Santísima Trinidad.
Con la protección del cardenal Marco Antonio Colonna las primeras religiosas fundaron la primera casa de Abruzzo, provincia de L'Aquila. Para entonces las religiosas eran conocidas como "Maestras Pías de la Orden de los Trinitarios descalzos del Rescate", no tenían votos ni estaban obligadas a la clausura papal ni al rezo del oficio divino. Pero su vida estaba marcada por un fuerte aspecto comunitario, vivían según el espíritu de la Regla de san Juan de Mata y llevaban el hábito de las trinitarias descalzas. Las primeras escuelas de las religiosas se encontraban bajo la protección de la Corona, por eso venían llamadas como escuelas reales y aun en los años de la invasión napoleónica tuvieron permiso de portar el hábito. La primera regla escrita por la fundadora tenían un fuerte carácter doctrinal y exhortativo, mientras que las de finales del siglo XVIII asumieron un carácter más normativo.

### Reestructuración y expansión
La aprobación pontificia del instituto fue concedida el 6 de junio de 1828 con el nombre de "Oblatas de la Orden de la Santísima Trinidad y de la Redención de los Cautivos". Fue entonces cuando se introdujeron por primera vez los tres votos de castidad, obediencia y pobreza, al que se le sumaba un cuarto voto de perseverancia en el instituto.
Las casas de la congregación eran independientes, no tenían una superiora general, fue a inicios del siglo XX, con el apoyo del trinitario Antonino de la Asunción, que se prepararon las nuevas Constituciones, aprobadas por Roma el 28 de febrero de 1903, con el nombre de "Religiosas de la Tercera Orden de la Santísima Trinidad para la Redención de las Cautivos". La unión de todas las casas bajo una misma superiora general se dio en 1907. En 1929 salieron por primera vez de Italia, para atender a los hijos de los inmigrantes italianos en Estados Unidos. En 1961 iniciaron las misiones en Madagascar.
Las últimas Constituciones fueron aprobadas en 1991.

## Actividades y presencias
Las hermanas trinitarias inspirándose en el carisma de la Orden Trinitaria y siguiendo las directrices de su fundadora, viven una especial consagración a la Santísima Trinidad y llevan a cabo en la Iglesia católica un apostolado específico, recogido de manera sintética en el número 3 de sus Constituciones: «Vivificadas por este misterio y animadas por la caridad redentiva, se dedican a la asistencia y a la educación de la infancia y de la juventud femenina, sobre todo pobre y necesitada, según las necesidades de los ambientes y de las naciones donde están presentes».
En la actualidad las hermanas trinitarias de Roma se encuentran presentes en cuatro países Italia, Estados Unidos, Madagascar y Filipinas. Para 2015 contaban con unas 292 religiosas repartidas en unas treinta casas